# Ogcodes dusmeti
Ogcodes dusmeti este o specie de muște din genul Ogcodes, familia Acroceridae, descrisă de Arias în anul 1920. Conform Catalogue of Life specia Ogcodes dusmeti nu are subspecii cunoscute.